# Großarl
Großarl é um município da Áustria, situado no distrito de St. Johann im Pongau, no estado de Salzburgo. Tem 129,3 km² de área e sua população em 2019 foi estimada em 3.805 habitantes.